# Alexeï Arkhipovski
Alexeï  Arkhipovski (en russe Алексей Витальевич Архиповский), né à Touapsé, dans le kraï de Krasnodar, en Russie, le 15 mai 1967,  est un joueur de balalaïka virtuose.

## Biographie
Il est né au bord de la mer Noire, d'un père jouant du garmon et de l’accordéon.
C’est à l’âge de 9 ans qu’Alexeï Arkhipovski est entré dans une école de musique pour étudier l’art de jouer de la balalaïka. Plus tard il a suivi les cours du Département d’instruments folkloriques à cordes dans la classe de balalaïka à l’Académie russe de musique Gnessine et joué ensuite comme soliste dans l’orchestre folklorique de Smolensk dirigé par Viktor Doubrovsky.
Lauréat en 1985 du Troisième Concours de Musique folklorique pour toute la Russie, c’est à partir de 1998 qu’il fait des tournées en Russie et à l’étranger avec l’Ensemble folklorique académique d'État nommé "Rossiya" et dirigé par la chanteuse Lioudmila Zykina qui avait remarqué ses talents. Il coopère avec Stas Namin, musicien, compositeur et producteur de disques. Arkhipovsky a participé et participe à de nombreux festivals de culture russe aux USA, en Chine, en Corée du Sud, en Allemagne, en France, en Espagne et en Bulgarie, à plusieurs festivals de jazz en Russie et à l’étranger ainsi qu’à plusieurs programmes de radio et de télévision.
Ses fans le comparent à Paganini et à Jimi Hendrix car il a inventé de nouvelles techniques de jeu et expérimenté l’usage de procédés électroniques.

## Source de la traduction
- (en)/(ru) Cet article est partiellement ou en totalité issu des articles intitulés en anglais « Alexey Arkhipovsky » (voir la liste des auteurs) et en russe « Архиповский, Алексей Витальевич » (voir la liste des auteurs).